# Classe M (sommergibile Regno Unito)
La classe M di sommergibili oceanici della Royal Navy era formata da navi costruite come incrociatori sommergibili. L'armamento principale, posto a prua, era composto da un cannone un cannone Vickers Mk IX 50t BL da 305 mm con il quale si doveva colpire le unità nemiche sotto la linea di galleggiamento. Questo concetto, nato dalle limitazioni dei siluri britannici dell'epoca, si dimostrò poco pratico e i 3 M realizzati non ebbero particolare successo.

## Storia

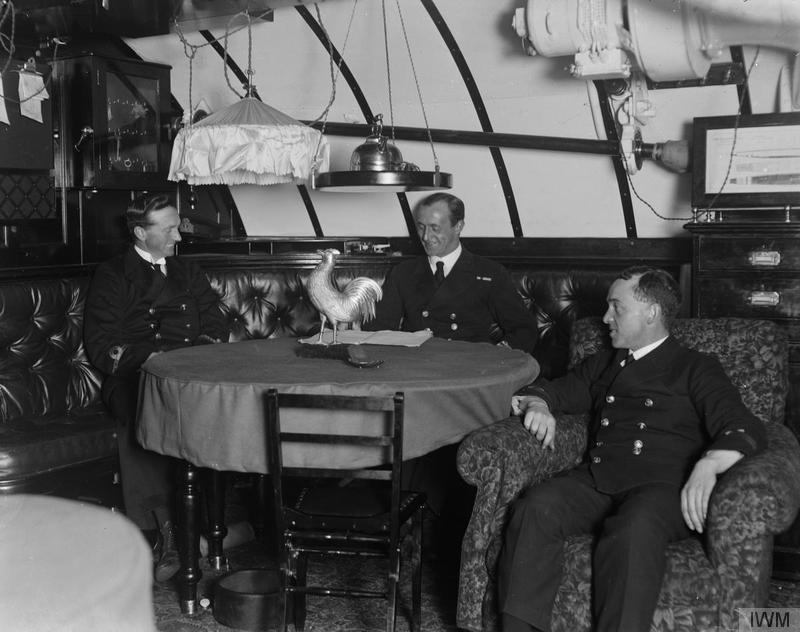
Ufficiali nella sala operativa dello M1. Sul tavolo c'è un gallo d'argento, la mascotte del comandante Max Horton.

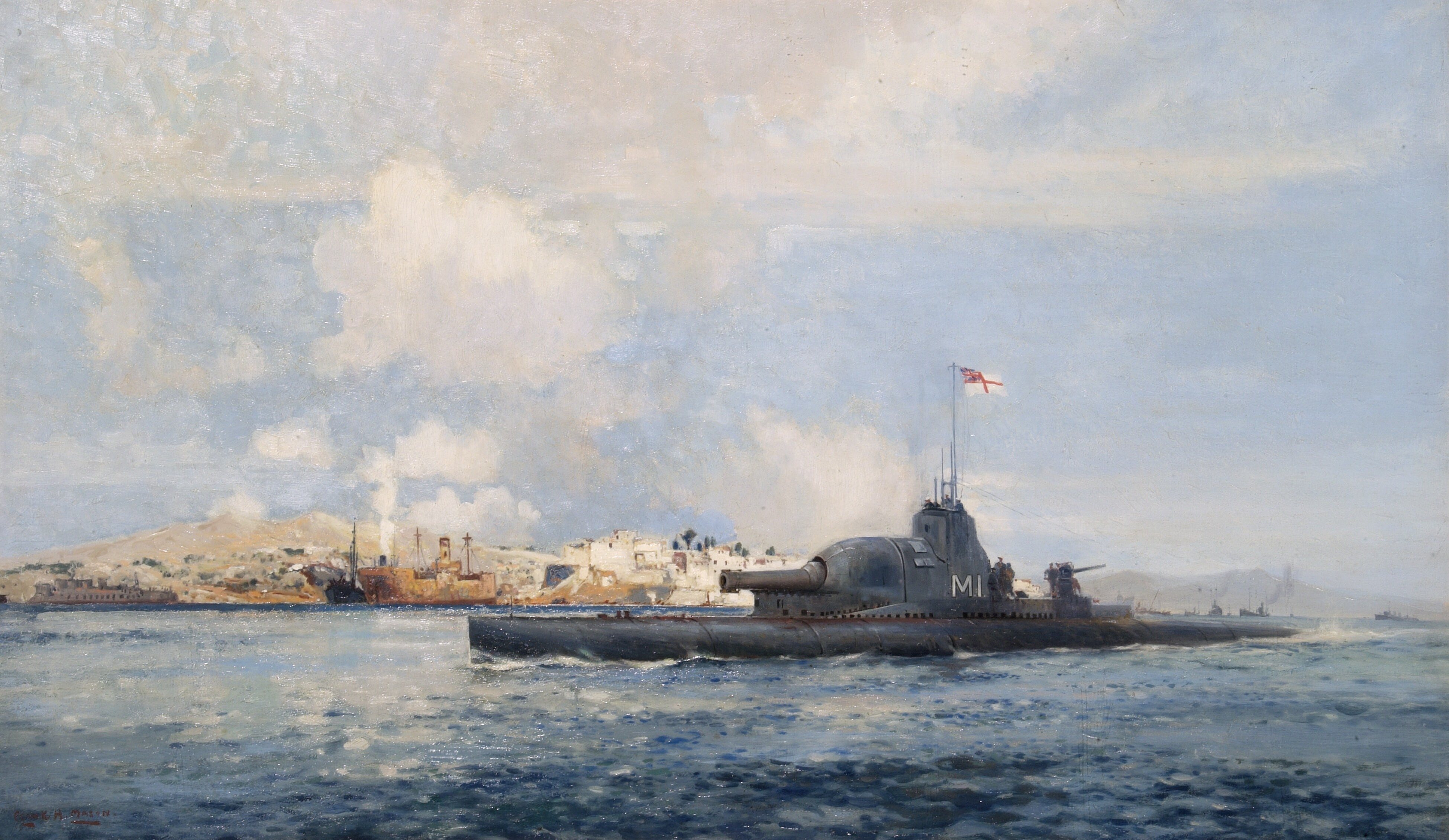
Il sottomarino monitore M1 in navigazione al largo della costa turca vicino a Sedd-el-Bahr, con i resti arrugginiti della SS River Clyde sullo sfondo lungo la costa.

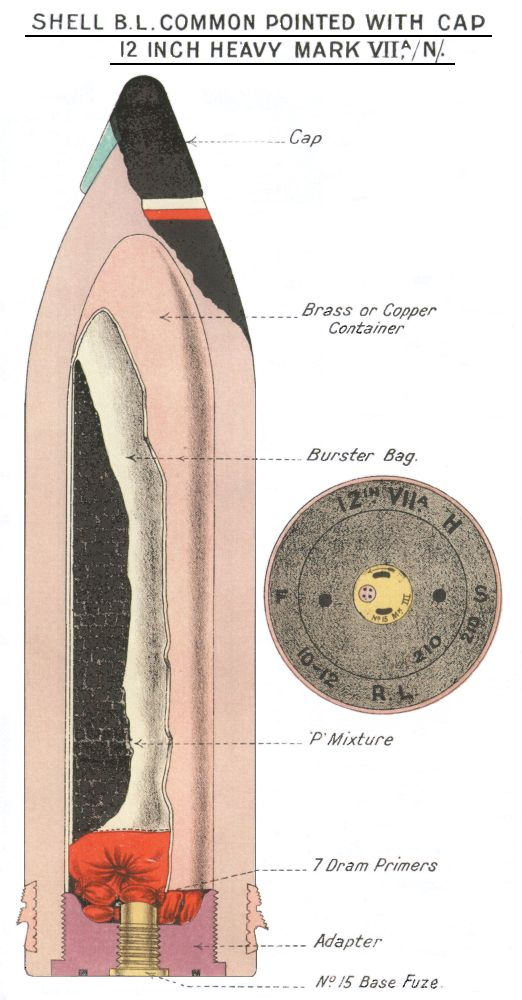
Diagramma di un proiettile da 305 mm.

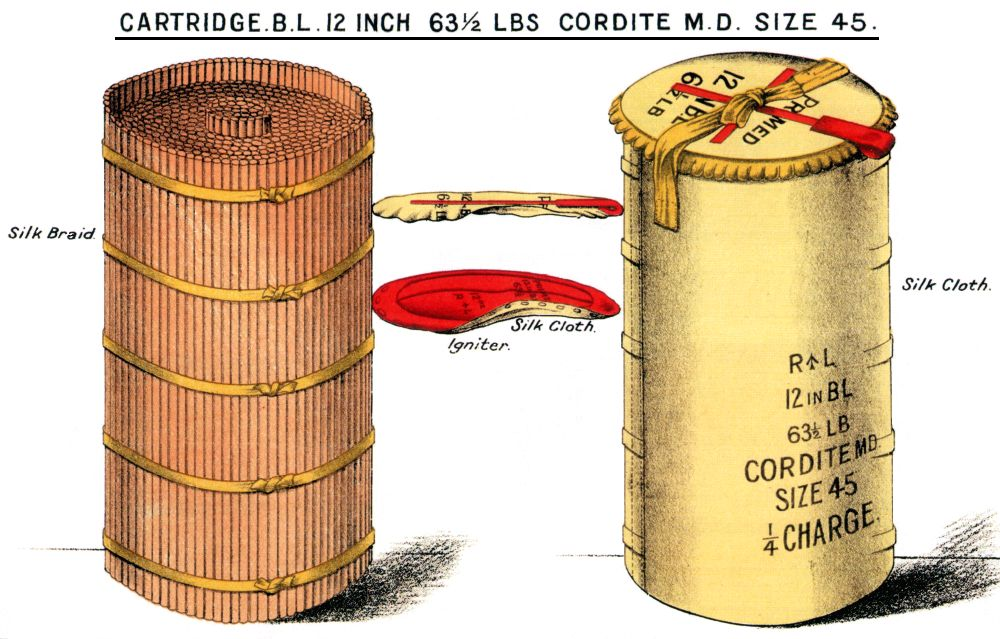
Carica di cordite per un proiettile da 305 mm.

Nell'agosto 1915 l'ammiraglio John Fisher, Primo lord del mare, prospettò la costruzione di una "corazzata sommergibile" armata con un cannone di grosso calibro in aggiunta al normale armamento di siluri. Fisher segnalò che una corazzata sommergibile avrebbe trasportato molti più proiettili da 850 libbre rispetto ai siluri. Il mese successivo il Comitato per lo Sviluppo dei Sommergibili, istituito nel maggio 1915 per definire la futura politica nella costruzione dei sommergibili britannici, si riunì per analizzare la proposta dell'ammiraglio. Sebbene non ci fosse alcun accordo sulla funzione e sull'utilizzo di una simile unità navale, il Comitato decise che il Direttore delle Costruzioni Navali avrebbe dovuto preparare il progetto per  due tipi di questi sommergibili, uno armato di un cannone di grosso calibro a bassa velocità iniziale e un altro armato di un cannone di calibro minore  ad elevata velocità iniziale. Al capitano di vascello Sidney Stewart Hall, comandante dei sommergibili, fu ordinato di trovare delle giustificazioni la costruzione di sommergibili di questo modello. Hall presentò un certo numero di argomenti in favore della costruzione di sommergibili aventi un cannone come armamento principale, data anche la scarsa qualità dei siluri britannici allora in uso.  Il Comitato per lo Sviluppo dei Sommergibili decise per la costruzione di sommergibili monitori armati con cannone di grosso calibro. La Royal Navy, convinta dell’inutilità dei sommergibili monitori da impiegare nel Mare del Nord e non potendo annullare le decisioni dell’ammiraglio Fisher, scelse per armare le nuove unità il cannone Vickers Mk IX 50t BL da 305 mm, proveniente dal surplus della navi da battaglia classe Formidable. Erano pezzi di modello superato, ma presenti negli arsenali britannici con pezzi di rispetto e molte munizioni, destinati inevitabilmente alla demolizione. Tale decisione sul tipo di armamento abbassò di molto il costo previsto per le nuove unità. Fu deciso di realizzare quattro sommergibili monitori al posto di quattro sommergibili classe K, battelli con propulsione a vapore, la cui costruzione era già stata finanziata. La realizzazione delle quattro unità fu portata avanti con bassa priorità, e uno solo dei sommergibili monitori, lo M1  entrò in servizio prima della fine della Grande Guerra. Il cannone da 305/40 pesava 120 tonnellate, aveva una elevazione di 20°, una depressione di -5°, un brandeggio di 15° (7,5° per lato). Il munizionamento disponibile era pari a 40 colpi (29 tonnellate di peso tra proiettili e cariche di lancio). L'arma veniva normalmente utilizzata a quota periscopio, ed era dotata di un semplice mirino posto sull'estremità del cannone, che veniva allineato con il bersaglio attraverso il periscopio a una distanza di circa 1200 metri. Il tempo di esposizione del cannone sopra la superficie era di circa 75 secondi. Il sottomarino doveva emergere per ricaricare l'arma, operazione che avrebbe richiesto circa 3 minuti. Una volta immersa, la canna dell'arma veniva bloccata con uno speciale tappo sigillato, controllato da un motore elettrico dal vano di ricarica.

## Unità della classe
Dopo il completamento della prima unità, l'M1, la costruzione de altre 2 unità venne completata dopo la fine della Grande Guerra, mentre l'M4 fu varato ma mai completato. Delle 3 unità, una, la M2 venne riconvertita in sommergibile portaerei con il cannone sostituito con un hangar per un idrovolante da ricognizione Parnall Peto, e l'M3 come sommergibile posamine, con capacità di imbarco pari a 100 mine a contatto di Tipo B. Nel 1924 tutti e tre le unità completate della classe M furono utilizzate per testare la mimetizzazione dello scafo al fine di ridurre la visibilità dei sottomarini agli aerei; M1 era dipinto di grigio-verde, l'M2 grigio scuro e l'M3 era dipinto di blu scuro. Lo M1 andò perso per collisione con la nave mercantile svedese SS Vidar il 17 novembre 1925 nel canale della Manica con la morte di tutto l'equipaggio.
Lo M2 andò perso per naufragio il 26 gennaio 1932 al largo di Portland, nel canale della Manica, con la morte di tutto l'equipaggio. Lo M3 fu radiato dal servizio anticipatamente nel 1932, e subito demolito.  Lo M4 fu varato ma mai completato e venduto per demolizione nel 1921.
L'idea del sommergibile monitore fu continuata in Gran Bretagna con lo X1, mentre la marine nationale francese completò il Surcouf (armato con 2 cannoni da 203 mm).

### Annotazioni
1. ↑  Progettato dalla ditta Vickers alla fine degli anni Novanta del XIX secolo era stato installato sulle navi da battaglia delle classi Formidable, London, Duncan e King Edward VII.

### Fonti
1. 1 2 3 4 5 6 7 8 9 10 11 12  Gardiner 1985, p. 92.
2. 1 2 3 4 5  Turrini 2011, p. 23.
3. 1 2 3  Turrini 2011, p. 24.
4. 1 2  Turrini 2011, p. 25.
5. 1 2 3 4  Turrini 2011, p. 26.
6. ↑  Turrini 2011, p. 27.
7. 1 2 3 4 5 6  Navypedia.
8. ↑  Turrini 2011, p. 29.
9. ↑  Turrini 2011, p. 38.